# Actinochaetopteryx proclinata
Actinochaetopteryx proclinata là một loài ruồi trong họ Tachinidae.